# Vissenaeken-Saint-Pierre
Vissenaeken-Saint-Pierre, (en néerlandais : Sint-Pieters-Vissenaken) est un lieu situé dans la province belge du Brabant flamand. Avec Vissenaeken-Saint-Martin, il forme Vissenaeken, une section de la ville de Tirlemont. Le centre de Saint-Pierre est situé à un kilomètre à l'ouest de celui de Saint-Martin. 

## Histoire
Sur la carte Ferraris des années 1770, l'endroit est indiqué comme le village de St. Peeters Vissenaecken. À la fin de l'ancien régime, il devient une commune, mais elle fut supprimée en 1825 et unie à Vissenaeken-Saint-Martin dans la nouvelle commune de Vissenaeken. 

## Visite touristique
- Église Saint-Pierre